# Copa de Alemania 1958
La Copa de Alemania 1958 fue la 15.ª edición anual de la copa de fútbol de Alemania Federal que se jugó del 25 de junio al 11 de noviembre de 1958 y que contó con la participación de 5 equipos.
El VfB Stuttgart venció al Fortuna Dusseldorf en la final jugada en el Auestadion para ganar la copa nacional por segunda ocasión.

## Ronda de Clasificación
| Equipo 1        | Resultado  | Equipo 2      |
| --------------- | ---------- | ------------- |
| Tasmania Berlin | 1-1 (t.e.) | VfL Osnabrück |

### Replay
| Equipo 1      | Resultado | Equipo 2        |
| ------------- | --------- | --------------- |
| VfL Osnabrück | 1-3       | Tasmania Berlin |

## Semifinales
| Equipo 1          | Resultado | Equipo 2           |
| ----------------- | --------- | ------------------ |
| Tasmania Berlin   | 1-2       | Fortuna Dusseldorf |
| 1. FC Saarbrücken | 1-4       | VfB Stuttgart      |

## Final
| 16 de noviembre de 1958 | Fortuna Düsseldorf                  | 3–4 (t. s.) | VfB Stuttgart                                            | Auestadion, Kassel                                   |                                                      |
|                         | K. Hoffmann 50' · Wolfframm 52' 79' | Reporte     | Praxl 36' · Geiger 62' · Waldner 68' (pen.) · Weise 113' | Asistencia: 28 000 espectadores Árbitro(s): Treichel | Asistencia: 28 000 espectadores Árbitro(s): Treichel |

| Fortuna Düsseldorf | VfB Stuttgart |

| ARQ               |  | Heinz Klose           |
| DEF               |  | Werner Vigna          |
| DEF               |  | Erich Juskowiak       |
| MED               |  | Matthias Mauritz      |
| MED               |  | Günter Jäger          |
| MED               |  | Karl Hoffmann         |
| DEL               |  | Bernhard Steffen      |
| DEL               |  | Franz-Josef Wolfframm |
| DEL               |  | Heinz Jansen          |
| DEL               |  | Jupp Derwall          |
| DEL               |  | Dieter Wöske          |
| Entrenador:       |  |                       |
| Hermann Lindemann |  |                       |

| ARQ          |  | Günter Sawitzki |
| DEF          |  | Hans Eisele     |
| DEF          |  | Günter Seibold  |
| MED          |  | Oskar Hartl     |
| MED          |  | Rudolf Hoffmann |
| MED          |  | Robert Schlienz |
| DEL          |  | Erwin Waldner   |
| DEL          |  | Rolf Geiger     |
| DEL          |  | Lothar Weise    |
| DEL          |  | Rolf Blessing   |
| DEL          |  | Dieter Praxl    |
| Entrenador:  |  |                 |
| Georg Wurzer |  |                 |